# Gingins
Gingins je obec na jihozápadě Švýcarska v okrese Nyon v kantonu Vaud. Leží poblíž Ženevského jezera. Žije zde přibližně 1 200 obyvatel.

## Geografie

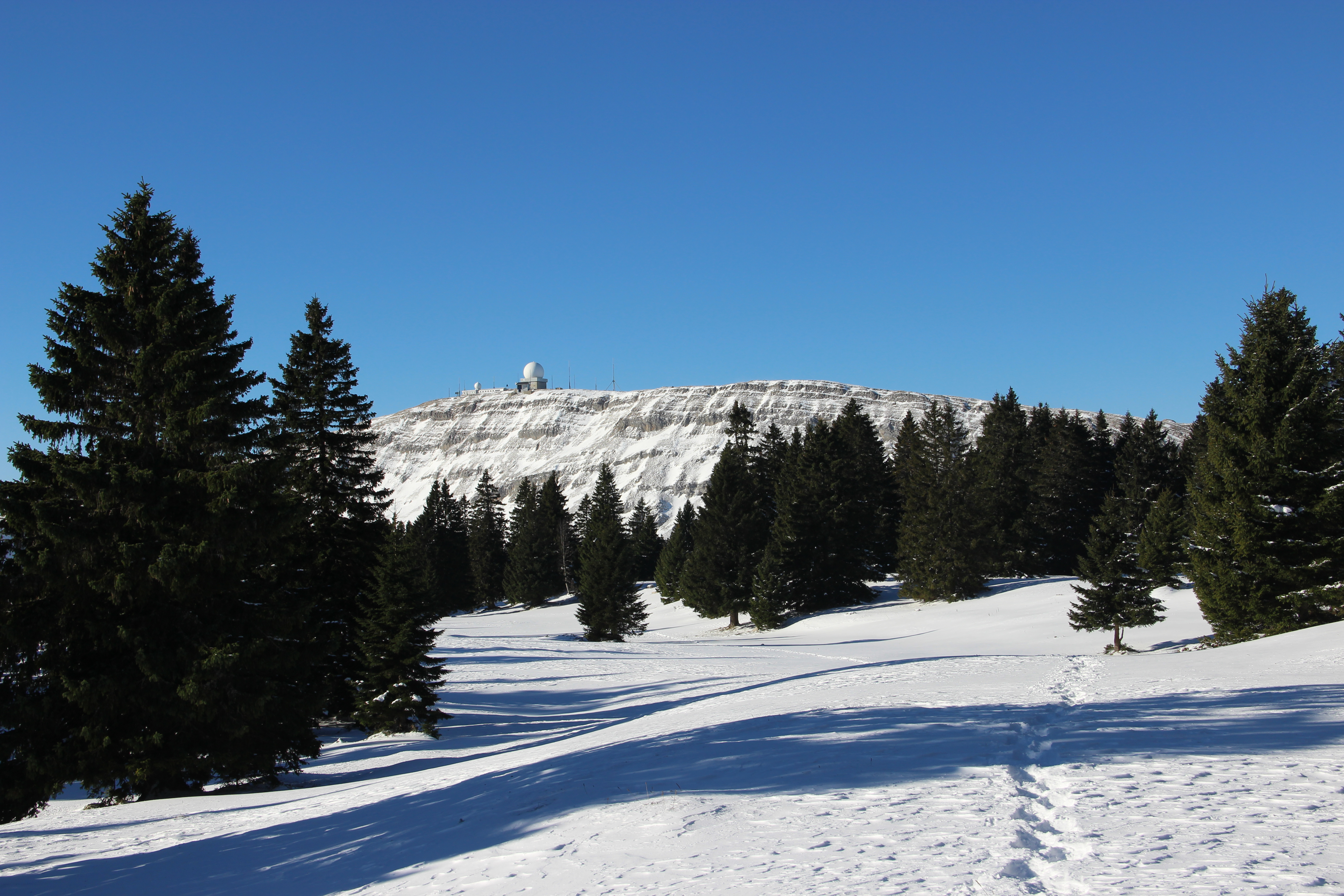
Vrchol La Dôle

Gingins leží v nadmořské výšce 542 m, vzdušnou čarou 5 km severozápadně od okresního města Nyon. Obec se rozkládá na jižním úpatí pohoří Jura, na úpatí hory La Dôle, v panoramatické poloze asi 170 metrů nad hladinou Ženevského jezera.
Území obce o rozloze 12,6 km² zahrnuje část pohoří Vaudský Jura a jižní svah Jury. Území obce se rozprostírá v úzkém pásu od toku řeky Asse na severozápadě po hustě zalesněném svahu Jury (s lesy Bois d’Arpey, Bois des Balandes) až do výšky La Barillette (1528 m n. m.), východního úpatí La Dôle. Severozápadně od Barillette se nachází kotlina Le Vuarne a Pointe de Poêle Chaud (1628 m n. m.) se zámkem Pointe de Fin (1556 m n. m.). Součástí obce Gingins je také západní svah Dôle (nejvyšší bod obce 1677 m n. m.) a lyžařská stanice Couvaloup. Na antiklinále Dôle se nacházejí rozsáhlé jurské vysokohorské pastviny s typickými mohutnými smrky, které zde stojí buď jednotlivě, nebo ve skupinách. V roce 1997 tvořila 6 % rozlohy obce zastavěná plocha, 57 % lesy a lesní pozemky, 35 % zemědělství a necelá 2 % neproduktivní půda.
Gingins zahrnuje několik velkých čtvrtí rodinných domů a několik samostatných farem. Sousedními obcemi Gingins jsou La Rippe na západě, Chéserex na jihu, Grens na jihovýchodě, Trélex na severovýchodě a Saint-Cergue na severu v kantonu Vaud a na severozápadě také Prémanon ve Francii.

## Historie
Pozůstatky slévárny olova používané v římské době ukazují na rané osídlení obce. Gingins se původně jmenoval Gimmianus. Ve 12. století bylo panství Divonne rozděleno mezi dva dědice, z nichž jeden získal východní část a založil tak panství Gingins.
Po dobytí Vaudu Bernem v roce 1536 přešel Gingins pod správu nyonského panství a vznikl okrsek Gingins. Když se v roce 1711 od Nyonu oddělilo panství Bonmont, byla k němu obec připojena. Panství Gingins, které bylo závislé na příslušné vrchnosti, trvalo až do roku 1757. Po rozpadu Staré konfederace patřilo Gingins v letech 1798–1803 v období helvétského soustátí ke kantonu Léman, který byl poté, když vstoupila v platnost Ústava o zprostředkování, sloučen s kantonem Vaud. V roce 1798 byl přiřazen k okresu Nyon.

## Obyvatelstvo
| Rok            | 1764 | 1850 | 1900 | 1910 | 1930 | 1950 | 1960 | 1970 | 1980 | 1990 | 2000 |
| Počet obyvatel | 237  | 397  | 377  | 366  | 340  | 376  | 366  | 474  | 630  | 928  | 1037 |

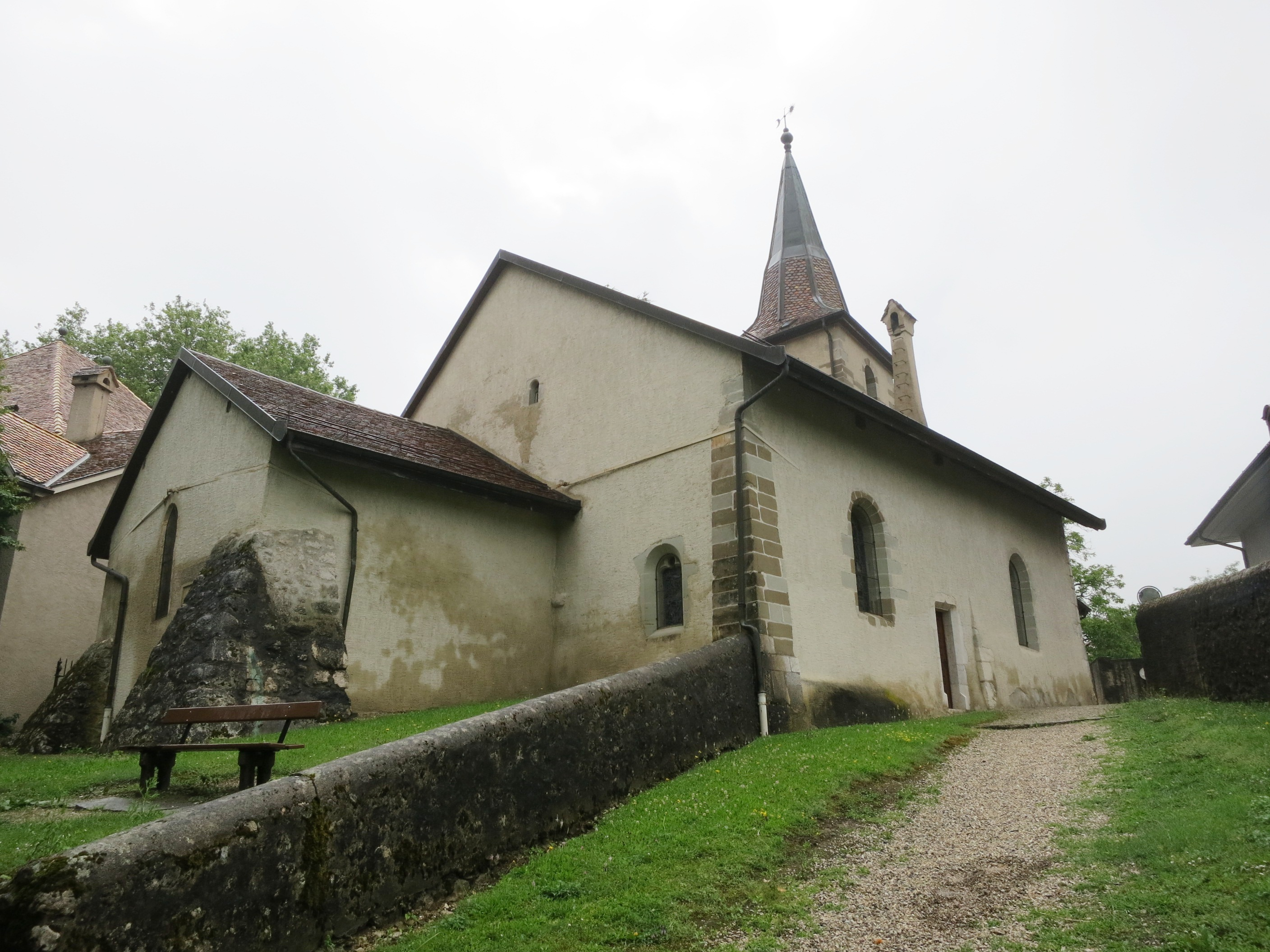
Kostel Saint-Laurent

Z celkového počtu obyvatel je 76,9 % francouzsky mluvících, 11,0 % anglicky mluvících a 7,5 % německy mluvících (stav v roce 2000). V roce 1850 žilo v Gingins celkem 397 obyvatel a v roce 1900 377 obyvatel. Po roce 1960 (366 obyvatel) začal počet obyvatel rychle růst a během 40 let se ztrojnásobil.

## Hospodářství
Až do poloviny 20. století byla obec Gingins charakteristická především zemědělstvím. Dnes se zemědělství soustřeďuje na ornou půdu na úpatí Jury a na chov dobytka (zejména dojnic) ve výše položených oblastech obce. Vzhledem k velkému podílu lesů má význam také lesnictví. Pracovní místa jsou také v obchodě a ve službách. V posledních desetiletích se obec díky své atraktivní poloze rozvinula v rezidenční obec. Mnoho pracujících dojíždí za prací především do Nyonu a Ženevy.

## Doprava
Přestože se obec nachází mimo hlavní dopravní tepny, má dobré dopravní spojení a je snadno dostupná z Nyonu. Dálniční křižovatka Nyon na dálnici A1 (Ženeva–Lausanne) je od obce vzdálena asi 3 km. Gingins je napojen na síť veřejné dopravy prostřednictvím postbusové linky z Nyonu.